# Alt Aneu
Alt Aneu (en catalán y oficialmente Alt Àneu) es un municipio español de la provincia de Lérida, en la comunidad autónoma de Cataluña. El término municipal, cuyo ayuntamiento se encuentra en la localidad de Valencia de Areo, está ubicado en la comarca del Pallars Sobirá y tiene una población de 455 habitantes (INE 2024).

## Geografía
Se encuentra situado en el extremo noroccidental del Pallars Sobirá y limita al norte con Francia, al oeste con el municipio de Alto Arán (Valle de Arán), al este con la Guingueta y Esterri de Aneu y al sur con Espot.

## Historia
El municipio se creó el 23 de abril de 1970 por la fusión de los términos municipales de Isil, Son del Pino, Sorpe y Valencia de Areo.

## Demografía
Cuenta con una población de 455 habitantes (INE 2024).
| Gráfica de evolución demográfica de Alt Àneu entre 1970 y 2021 |
| |
| Población de derecho según los censos de población del INE Población de hecho según los censos de población del INEEn estos censos se denominaba Alto Aneu: 1970 y 1981 Entre el censo de 1970 y el anterior, aparece este municipio porque se fusionan los municipios 25549 (Isil), 25577 (Son del Pino), 25578 (Sorpe) y 25589 (Valencia de Aneu) |

La población del municipio de Alto Aneu se recuperó en la década de 1990 y en la siguiente gracias al crecimiento urbanístico y a la restauración de antiguas casas abandonadas, en parte, a la orientación turística del municipio, por su ubicación en alta montaña.
| 117                        | 120 | 394 | 457 | 416 |
| (Fuente: [cita requerida]) |     |     |     |     |

## Entidades de población
| Entidades de población | Nombre en catalán | Habitantes (2023) |
| ---------------------- | ----------------- | ----------------- |
| Alós de Isil           | Alós d'Isil       | 27                |
| Arreu                  | Àrreu             | 5                 |
| Borén                  | Borén             | 15                |
| Isabarre               | Isavarre          | 30                |
| Isil                   | Isil              | 83                |
| Son del Pino           | Son               | 48                |
| Sorpe                  | Sorpe             | 39                |
| Valencia de Areo       | València d'Àneu   | 191               |

## Economía
La economía tradicional del municipio ha sido la explotación de masa forestal y la ganadería. Últimamente, el sector turismo ha dado un vuelco a la orientación económica, favoreciendo el repoblamiento del municipio. A esta situación también ha contribuido la creación del Centre de Natura de les Planes de Son, vinculado a la obra social de Caixa Catalunya.

## Administración
| Periodo   | Nombre                      | Partido |
| --------- | --------------------------- | ------- |
| 2003-2007 | Montserrat Morén Abat       | PSC     |
| 2007-2011 | Josep Maria Costansa Abadía | PSC     |
| 2011-2015 | José Miguel Rosell Barba    | PSC     |

### Elecciones municipales 2003
En las elecciones municipales del 2003 hubo una participación del 76,78% y una abstención del 23,22%. De los votos escrutados un 93,24% fueron válidos, mientras que un 3,20% fueron en blanco y un 3,56% fueron nulos. La composición del pleno municipal se repartió con 5 regidores para el PSC-PM (70,85%) y 2 para CiU (25,83%).

## Patrimonio
- Iglesia de Sant Lliser de Alós de Isil
- Iglesia de San Juan de Isil
- Iglesia de San Lorenzo de Isavarre
- Iglesia de San Justo y San Pastor de Son
- Iglesia de San Martín de Borén